# 133243 Essen
Tiểu hành tinh vành đai chính 133243 Essen, được đài thiên văn Walter-Hohmann phát hiện vào ngày 2 tháng 9 năm 2003 tại Essen, Đức. Tiểu hành tinh này có tên sơ bộ là 2003 RT1 sau khi thông báo đã được chuyển cho Trung tâm tiểu hành tinh. Nhiều đài quan sát đã tiến hành quan sát tiểu hành tinh vào năm sau và quỹ đạo của 2003 RT1 có thể được xác định. Tên Essen đã được Đài thiên văn Walter-Hohmann lựa chọn để vinh danh thành phố nơi đài thiên văn này tọa lạc.

## Liên kết
- "JPL Small-Body Database Browser". ssd.jpl.nasa.gov. Truy cập ngày 23 tháng 10 năm 2011.